# Giao tiếp ở động vật

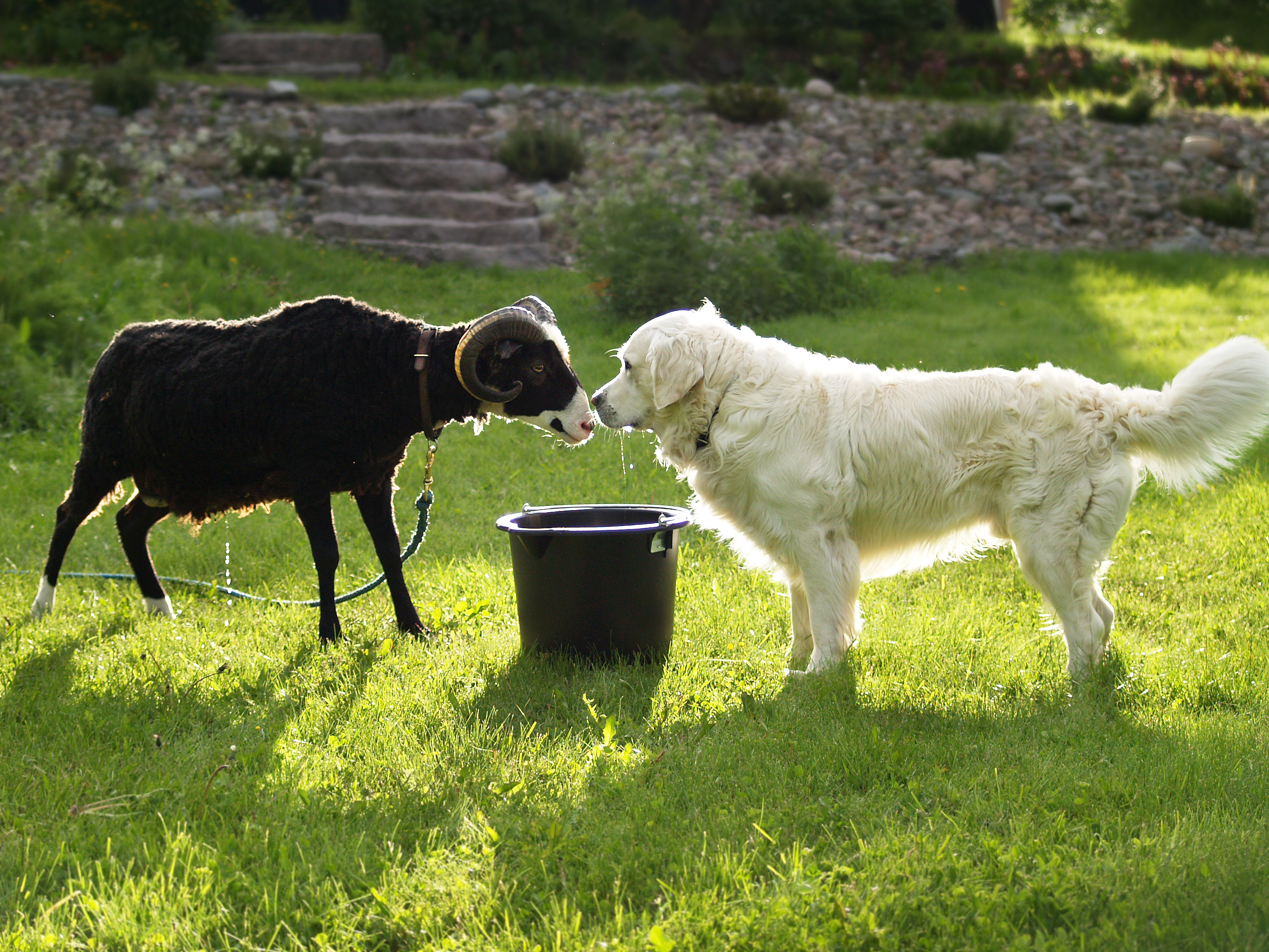
Một con cừu đực đang giao tiếp với một con chó

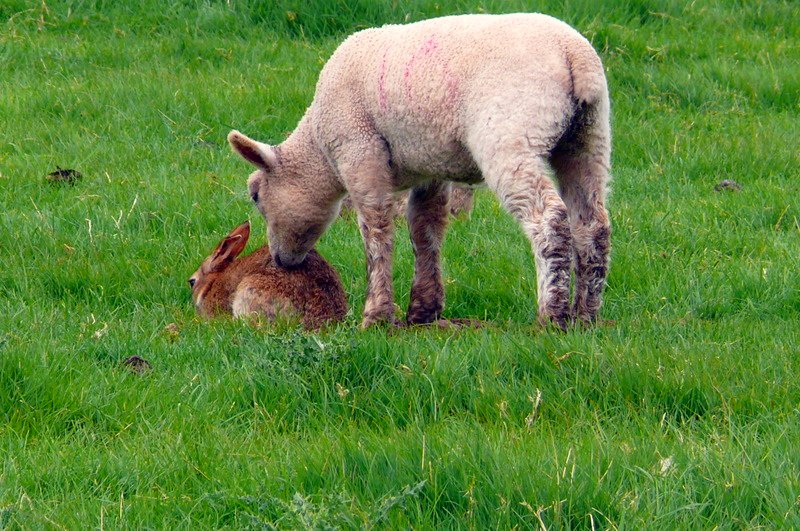
Một chú cừu non đang giao tiếp với một chú thỏ qua cử chỉ ngửi hơi

Giao tiếp ở động vật (Animal communication) là hoạt động giao tiếp giữa các loài động vật với nhau, có thể là các cá thể trong cùng một loài (giữa bầy đàn này với bầy đàn khác, hay các cá thể khi chạm mặt nhau), giữa các cá thể khác loài và việc giao tiếp giữa động vật với con người thông qua các tín hiệu của động vật gửi đi những thông tin đến đối tượng, ngôn ngữ động vật gồm những yếu tố như dáng điệu, cử chỉ, màu sắc, mùi và tiếng kêu, chúng góp phần tạo nên một hệ sinh thái độc đáo và phong phú trên Trái Đất. Có nhiều chuyện cần khám phá về mối giao tiếp giữa các loài động vật với nhau và với con người mà các nhà khoa học đang tìm cách giải mã nhằm vén bức màn bí ẩn xung quanh thế giới sinh vật.

## Tổng quan

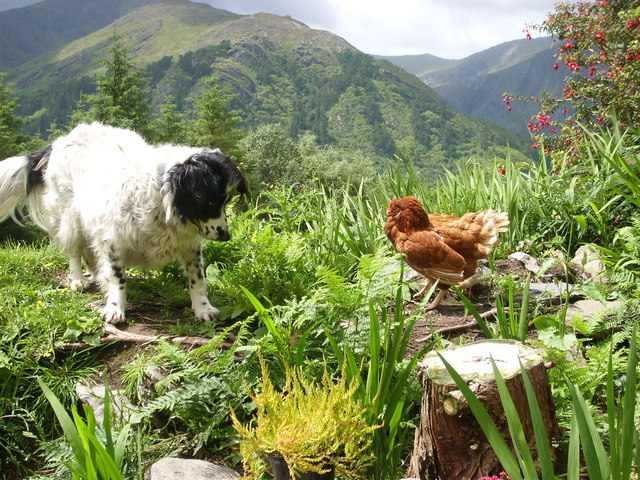
Gà với chó

Theo kết quả nghiên cứu của các nhà sinh vật học, tất cả các loài động vật trên thế giới đều có ngôn ngữ giao tiếp của riêng chúng mà con người chỉ hiểu đơn giản đó là tiếng kêu, tiếng hót, tiếng hú. Cũng như con người, động vật đã thông qua giao tiếp để hiểu nhau và sinh tồn. Từ trước tới nay, rất nhiều bằng chứng chứng minh rằng các nhóm linh trưởng, chim, động vật biển có vú, chó cùng một số loài khác, thông qua đào tạo, huấn luyện sâu rộng, có thể hiểu được từ ngữ và các loại câu đơn giản của con người. Bên cạnh nghiên cứu quá trình hình thành và phát triển của ngôn ngữ của con người, một trong những hệ thống ngôn ngữ phức tạp nhất, các nhà khoa học cũng tìm hiểu những loài vật sử dụng âm thanh để giao tiếp.
Ở dưới biển, kinh nghiệm đi biển cho thấy, nếu gặp nước chảy mạnh, có tiếng vù vù thì cá khá nhiều nhưng là loài nhỏ, còn nước chảy mạnh, đều là cá lớn. Khi cá vào chừng 100 m là có thể nghe rõ tiếng kêu của nó. Mỗi loài cá có tiếng kêu khác nhau nhưng không phải cá nào cũng kêu, cá trích, cá thu ẩu thì không kêu, chỉ có các loại như cá sóc nanh, cá ngao vàng đuôi, cá sóc trắng, cá lù đù, cá đỏ dạ mới hay kêu. Mỗi loại có tiếng kêu đặc biệt, qua đó phân biệt được loài nào với loài nào. Chẳng hạn như cá sóc nanh kêu cụp cụp, cá sóc trắng thì tọc tọc, cá ngao vàng đuôi lại kêu lục đục lục đục.
Ngoài 5 giác quan giống loài người, động vật còn có cả giác quan điện từ vì chúng có những thiết bị cảm biến sinh học, từ tính và cái gọi là đồng hồ nội tâm. Chúng dùng tất cả các giác quan này để giao tiếp như loài kiến sử dụng ngôn ngữ hương vị (mùi hương), chúng tiết ra hợp chất nhiều mùi với độ nặng nhẹ khác nhau để truyền thông tin. Hà mã có khả năng phát tín hiệu sterio để liên lạc với nhau trong môi trường nước. Lạc vào một đàn lạ, chuột phát ra cả seri âm thanh đầu hàng với tần số thấp, đồng thời tiết ra mùi vị mang thông điệp xin nhập đàn. Trong vụ sóng thần xảy ra tại Indonesia, hầu hết các động vật đều thoát chết. Người ta lý giải là chúng có giác quan báo trước sự việc nên đã phòng tránh. Có thể nói, mọi âm thanh động vật phát ra đều mang một ý nghĩa riêng biệt. Nó là thứ ngôn ngữ để thông báo cho đồng loại một điều gì đó liên quan đến cuộc sống.

## Tham khảo

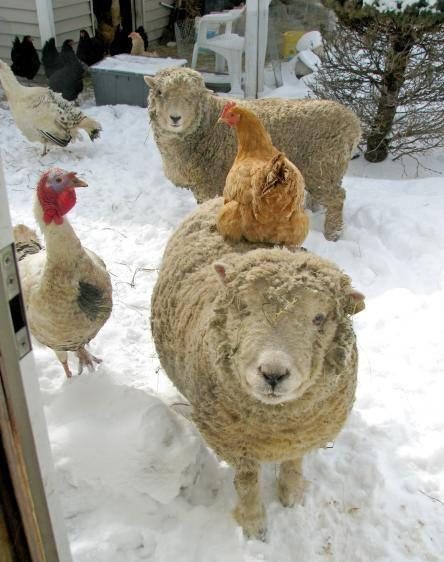
Cừu và gà